# 윙렛

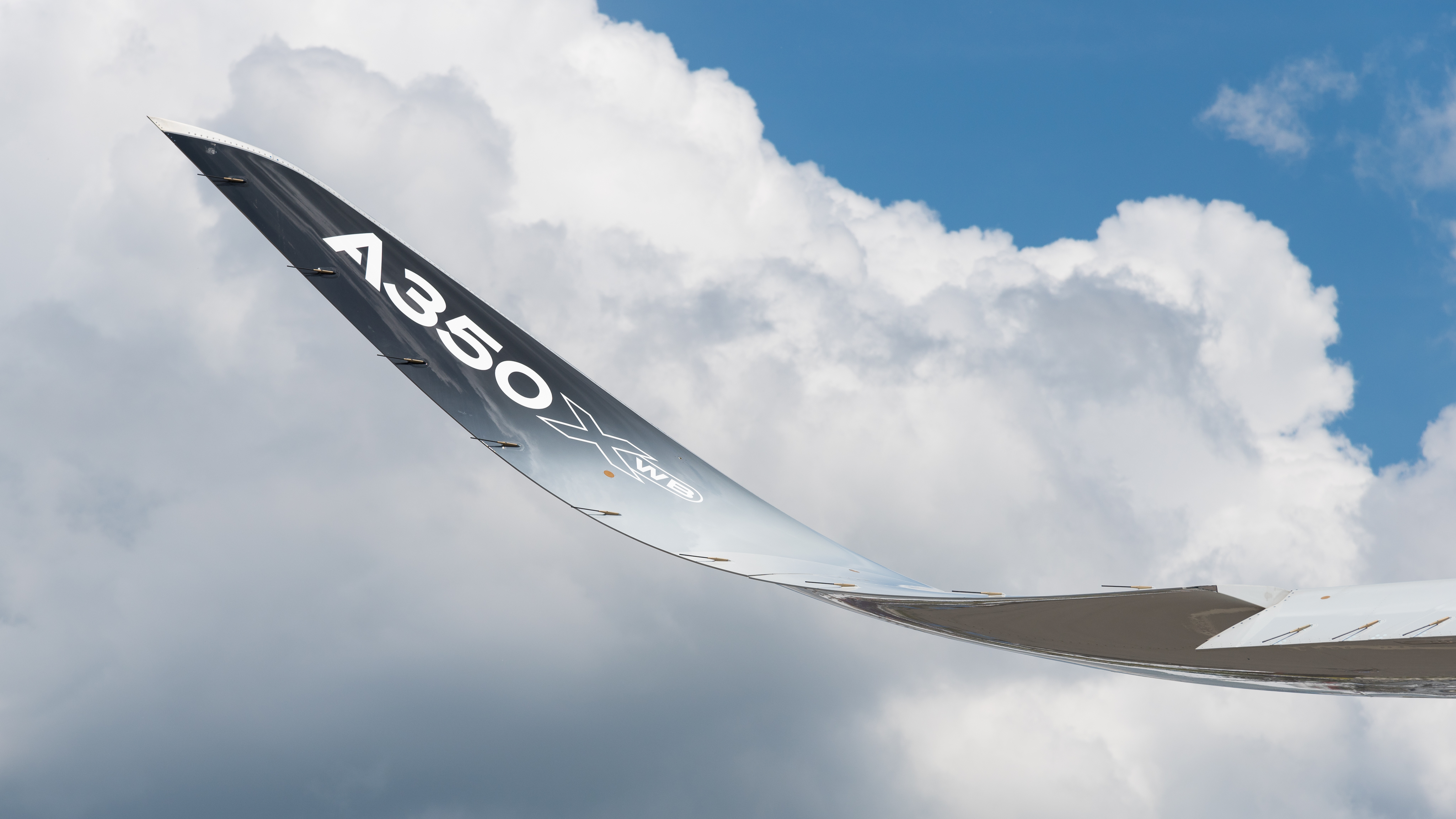
에어버스 A350-900의 윙렛

윙렛은 윙팁에 수직으로 붙어 있는 작은 날개다. 날개 끝 전반을 일컫는 윙팁과는 다른 용어다.
단순히 수직판을 붙인 엔드 플레이트(End Plate)와는 설계 개념상 다르며, 윙팁과 윙렛의 직각으로 만나는 접합부에서 발생하는 간섭항력을 최소화하고, 윙렛 자체적으로 추가적인 추력을 만들어 그 항력을 상쇄시키는 개념으로 개발되었다.윙렛은 윙팁부와 수직으로 만나지만 접합부는 복잡한 곡면으로 이루어져 있으며, 윙렛 자체도 특정방향으로 작은 각도로 비틀려있거나 캠버를 가지고 있다. 이것은 마치 삼각돛 배가 바람을 이용하여 추진력을 얻듯 날개 끝 와류를 이용하여 추력을 만들어 윙렛 자체의 항력을 상쇄시켜준다.
윙렛의 기본 역할은 유도항력 감소에 있다. 날개 끝 와류는 윙렛에 의하여 윙팁에 미치는 영향이 경감되며, 이로인하여 주날개에서 발생하는 유도항력이 경감되고 양력 특성이 좋아져서 전체적으로 항공기의 양항비(양력/항력)가 개선된다. 그러나 윙팁과 윙렛사이의 간섭항력을 제대로 상쇄하지 못할 경우 엔드 플레이트의 경우와 마찬가지로 유도항력이 경감된 만큼 간섭항력이 늘어나 전체적인 항력 감소효과가 작아질 수 있으며, 날개 끝에 부착된 추가적인 구조물인 만큼 그 중량으로 인하여 날개 뿌리부분에 걸리는 모멘트가 커지기 때문에 무조건 사용할 수 있지는 않다. 이러한 항력 및 중량에 대한 영향을 줄이는 연구는 오일쇼크 이후 항공기의 연비 개선이 중점과제로 떠오르면서 1970년대 무렵부터 NASA에서 집중적으로 실시하였으며, 이후 이 기술이 대중화되어 1980년대 이후에는 여러 항공기에 널리 쓰이고 있다. 